# Betty Boop's Ups and Downs
Betty Boop's Ups and Downs es un corto de animación estadounidense de 1932, de la serie de Betty Boop. Fue producido por los estudios Fleischer y distribuido por Paramount Pictures. En él aparecen Betty Boop y Bimbo. Fue la primera película animada de ciencia ficción de Paramount, así como la única película de Betty Boop que tiene un género de ciencia ficción.

## Argumento
Betty Boop abandona su casa con tristeza, con la ayuda de Bimbo. La casa se pone en venta, en un barrio donde todas las casas están en venta. Todo el planeta está en venta, y se organiza una subasta. La luna dirige la subasta, y la Tierra es comprada por Saturno, quien arrebata al planeta de su magnetismo. Sin gravedad sobre la Tierra, todo cuanto hay en su superficie empieza a ascender, creándose así situaciones bastante insólitas.

## Producción
Betty Boop's Ups and Downs es la quinta entrega de la serie de Betty Boop y fue estrenada el 14 de octubre de 1932.